# Hellyethira
Hellyethira är ett släkte av nattsländor. Hellyethira ingår i familjen smånattsländor.

## Dottertaxa tillHellyethira, i alfabetisk ordning[1]
- Hellyethira acuta
- Hellyethira allynensis
- Hellyethira basilobata
- Hellyethira bulat
- Hellyethira cornuta
- Hellyethira cubitans
- Hellyethira dentata
- Hellyethira eskensis
- Hellyethira exserta
- Hellyethira fimbriata
- Hellyethira forficata
- Hellyethira haitimlain
- Hellyethira imparalobata
- Hellyethira kukensis
- Hellyethira litita
- Hellyethira litua
- Hellyethira loripes
- Hellyethira maai
- Hellyethira malleoforma
- Hellyethira multilobata
- Hellyethira narakain
- Hellyethira naumanni
- Hellyethira piala
- Hellyethira pulvina
- Hellyethira quadrata
- Hellyethira radonensis
- Hellyethira ramosa
- Hellyethira selaput
- Hellyethira sentisa
- Hellyethira simplex
- Hellyethira spinosa
- Hellyethira vernoni
- Hellyethira veruta